# Родина Адамсів (телесеріал)
Родина Адамсів (англ. The Addams Family) — американський комедійний телесеріал компанії «Filmways Television», створений за коміксами Чарлза Аддамса. Транслювався з 18 вересня 1964 року по 8 квітня 1966 року, загалом було показано 2 сезони, по 32 епізоди кожний і тривалістю однієї серії близько 25 хвилин.

## Сюжет

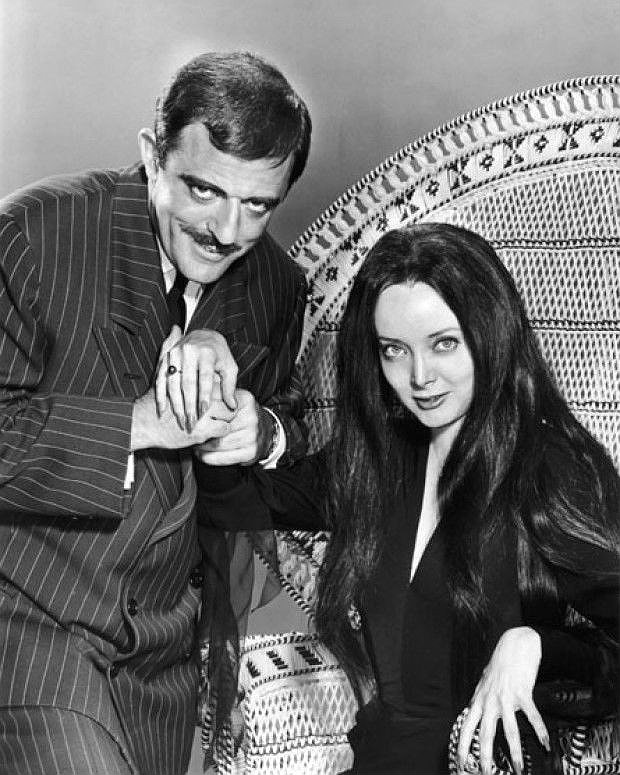
Мортіша і Гомес

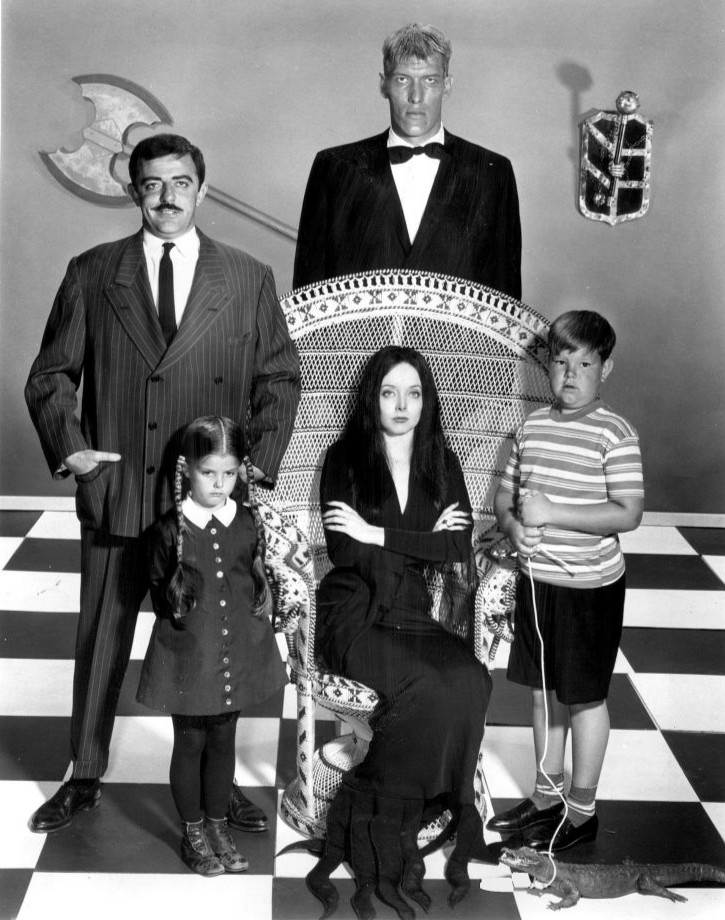
Сімейка Аддамсів

Сім'я Аддамсів відрізняється від звичайних сімей, їм подобається те, що інших просто б злякало. Глава сім'ї Гомес Аддамс дуже заможний бізнесмен, він любить свою дружину Мортішу і намагається їй ні в чому не відмовляти, навіть якщо вона захоче займатися вирощуванням отруйних рослин або надумає замовити обід на кладовищі. У них служить дворецький Ларч, зріст якого становить два метри, є коробочка з живою рукою, яку звуть Річ. Діти в родині Аддамсів, Пагслі і Венсді, теж не зовсім звичайні — Венсді любить мучити свого брата. А улюблене заняття їх дядька — підривання динаміту. Людей, які вперше приходять у дім Аддамсів, шокує їх спосіб життя.

## У ролях
- Керолін Джонс — Мортіша Аддамс
- Джон Естін — Гомес Аддамс
- Джекі Куган— Фестер Аддамс
- Марі Блейк— бабця Аддамс
- Тед Кессіді— дворецький Ларч
- Ліза Лорінґ— Венсді Аддамс
- Кен Везервакс— Пагслі Аддамс
- Фелікс Сілла— кузен Ітт

## Нагороди і номінації
- TV Land Award, 2004 р
  - номінації:
    - Найкращий серіал про дворецького (Тед Кессіді)
    - Сама запам'ятовувана зачіска (Фелікс Сілла)
- TV Land Award, 2005 рік
  - номінації:
    - Головна тема кінофільму, яка просто не виходить у вас з голови